# Staurothele elenkinii
Staurothele elenkinii är en lavart som beskrevs av Alfred Oxner. 
Staurothele elenkinii ingår i släktet Staurothele och familjen Verrucariaceae. Inga underarter finns listade i Catalogue of Life.